# Prado del Rey

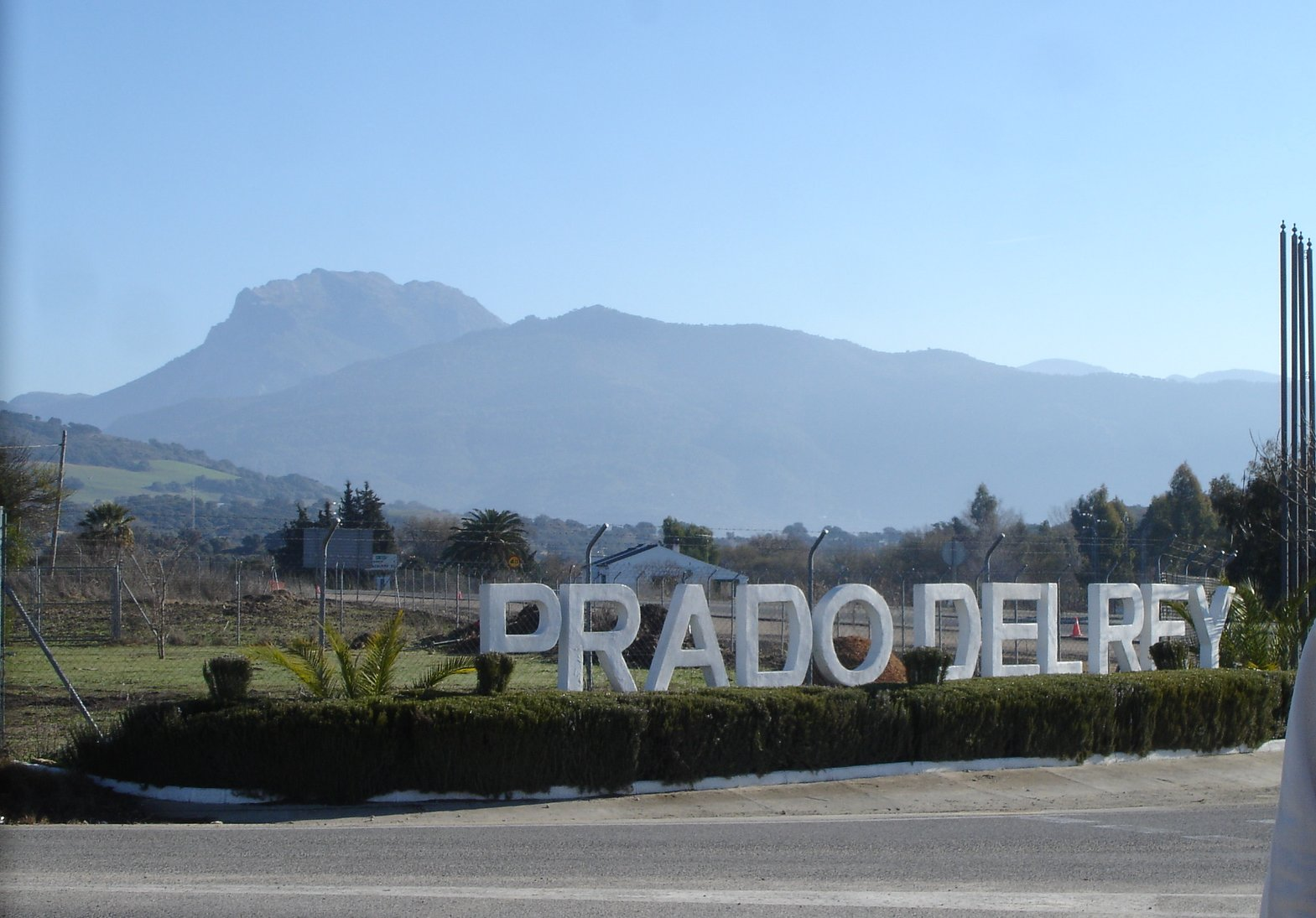
Prado del Rey

Prado del Rey é um município da Espanha na província de Cádiz, comunidade autónoma da Andaluzia, de área 49 km² com população de 5968 habitantes (2005) e densidade populacional de 117,25 hab/km².
Faz parte da Rota das aldeias brancas.

## Demografia
| Variação demográfica do município entre 1991 e 2004 | Variação demográfica do município entre 1991 e 2004 | Variação demográfica do município entre 1991 e 2004 | Variação demográfica do município entre 1991 e 2004 |
| --------------------------------------------------- | --------------------------------------------------- | --------------------------------------------------- | --------------------------------------------------- |
| 1991                                                | 1996                                                | 2001                                                | 2004                                                |
| 5539                                                | 5726                                                | 5801                                                | 5858                                                |